# 2 de novembre
El 2 de novembre o 2 de santandria és el tres-cents sisè dia de l'any del calendari gregorià i el tres-cents setè en els anys de traspàs. Queden 59 dies per finalitzar l'any.

## Esdeveniments
Països Catalans
- 1937 - Lleida, el Segrià: l'aviació franquista bombardeja la ciutat i hi causa tres centenars de morts, entre els quals hi ha un elevat nombre d'alumnes del Liceu Escolar.[2]
- 2005 - Madrid: el Congrés dels Diputats aprova l'admissió a tràmit del nou Estatut d'Autonomia Arxivat 2005-12-21 a Wayback Machine. per a Catalunya amb el suport de tots els grups excepte el PP que el mateix dia va presentar un recurs d'inconstitucionalitat.

Resta del món
- 655 - Toledo: inici del IX Concili de Toledo.
- 1917 - Londres: el ministre Balfour hi fa pública la declaració que proclama el suport britànic als assentaments jueus a Palestina (Sionisme).[3]
- 1930 - Etiòpia: Haile Selassie és coronat emperador.
- 1956 - Franja de Gaza: Israel l'ocupa durant la Crisi de Suez.
- 1963 - El president Ngô Đình Diệm del Vietnam del Sud és assassinat després d'un cop d'estat.
- 1964 - Aràbia Saudita: El Rei Saüd ibn Abd-al-Aziz és deposat per un cop familiar, i reemplaçat pel seu germanastre Fàysal.
- 1965 - Norman Morrison, un quàquer de 31 anys, es cala foc enfront de l'entrada del riu al Pentàgon per a protestar per l'ús del napalm en la guerra del Vietnam.[4]
- 1966 - Estats Units: Entra en vigor la Llei d'Ajust Cubà, que permet a 123.000 cubans l'oportunitat de sol·licitar la residència permanent al país.[5]
- 1983 - Estats Units: El president Ronald Reagan signa un projecte de llei que crea Dia de Martin Luther King Jr.[6]
- 1984 - Estats Units: S'aplica la pena de mort a Velma Barfield, la primera dona executada als Estats Units des de 1962.[7]
- 1988 - Estats Units: El cuc Morris, el primer cuc informàtic distribuït per Internet que obté una important atenció dels mitjans de comunicació, és llançat des del MIT.
- 2000 - Estació Espacial Internacional: Hi arriba l'Expedició 1, la primera tripulació de llarga durada format per Serguei Krikaliov, William Shepherd i Iuri Guidzenko.[8]
- 2003 -
  - Durham (Carolina del Nord, EUA): l'església episcopaliana ordena el primer bisbe obertament homosexual.[9]
  - Geòrgia: s'hi celebren unes eleccions legislatives fraudulentes que provocaran una revolta que comportarà la dimissió i l'exili del president Eduard Xevardnadze el 23 de novembre.
- 2017 - Madrid: l'Audiència Nacional envia a presó el govern de la Generalitat i emet una ordre internacional de recerca i captura del President de la Generalitat Carles Puigdemont i de 4 membres del govern exiliats a Brussel·les.

## Naixements
Països Catalans
- 1918 - Barcelona:
  - Raimon Panikkar i Alemany, filòsof i teòleg català
  - Carmen Amaya, ballarina i cantant de flamenc catalana.[10]
- 1920 - Sabadell, Vallès Occidental: Enric Casassas i Simó, químic català.
- 1925 - Barcelona: Modest Cuixart i Tàpies, pintor català.
- 1930 - Montoliu de Lleida, Segrià: Teresa Aubach i Guiu, historiadora i professora universitària catalana (m. 2002).[11]
- 1962 - Folgueroles, Osona: Anna Dodas i Noguer, poeta catalana (m. 1986).[12]
- 1970 - Barcelona: Joel Joan i Juvé, actor, director.
- 1976 - Manresa: Núria Picas i Albets, corredora de muntanya i ciclista de muntanya catalana.[13]

Resta del món
- 1795 - Pineville (Carolina del Nord), EUA: James K. Polk, 11è President dels Estats Units (m. 1849).[14]
- 1815 - Lincoln, Lincolnshire: George Boole, matemàtic i filòsof anglès (m. 1864).[15]
- 1865 - Corsica, Ohio, EUA: Warren G. Harding, 29è president dels Estats Units (m. 1923).[16]
- 1904 - Berlín: Niddy Impekoven, coreògrafa i ballarina alemanya (m. 2002).
- 1905 - Nova York, Estats Units: James Dunn, actor estatunidenc (m. 1967).
- 1906 - 
  - Milà, la Llombardia: Luchino Visconti, director de cinema i de teatre, escenògraf i escriptor italià (m. 1976).
  - París: Claire Delbos, violinista i compositora francesa (m. 1959).[17]
- 1911 - Càndia, Creta: Odisseus Elitis, poeta grec, Premi Nobel de Literatura de l'any 1979 (m. 1996).
- 1913 - Ciutat de Nova York, EUA: Burt Lancaster, actor estatunidenc (m. 1994).[18]
- 1919 - Lisboa: Jorge de Sena, escriptor portuguès (m. 1978).
- 1923 - Montevideo: Ida Vitale, escriptora, crítica, assagista, traductora i poetessa uruguaiana.[19]
- 1929 - Medicine Hat, Alberta, Canadà: Richard Edward Taylor, físic canadenc, Premi Nobel de Física de l'any 1990 (m. 2018).
- 1932 - Nova York, Estats Units: Melvin Schwartz, físic nord-americà, Premi Nobel de Física l'any 1988 (m. 2006).
- 1936 - Humacao: Marta Casals Istomin, nascuda Marta Montañez Martínez, violoncel·lista porto-riquenya.[20]
- 1938:
  - Atenes, Regne de Grècia: Sofia de Grècia, reina consort d'Espanya (1975 -2014).[21]
  - San Francisco: Richard Serra, escultor nord-americà (m. 2024).
- 1942 - St. Joseph, EUA: Shere Hite, sexòloga alemanya, coneguda per l'Informe Hite sobre sexualitat femenina (m. 2020).[22]
- 1961 - Edmonton, Canadà: k.d. lang, cantautora de country i pop, actriu i productora discogràfica canadenca.[23]
- 1989 - Frankfurt, Alemanya: Marcel Titsch-Rivero, futbolista.
- 2000 - Buduburam, Ghana: Alphonso Davies, futbolista nacionalitzat canadenc.

## Necrològiques
Països Catalans
- 1327 - Barcelona: Jaume el Just sobirà de la Corona d'Aragó, segon fill de Pere el Gran i la seva muller Constança de Sicília, i germà i successor d'Alfons el Franc (1291) al tron. (n. 1267).[24]
- 1608 - Lleó: Bernat Català de Valleriola i Vives de Canyamars, poeta valencià, cavaller de l'Orde de Calatrava i president fundador de l'Acadèmia dels Nocturns (n. 1568).
- 1713 - Vic, Osona: Bac de Roda, militar català, cap dels Miquelets (n. 1658).
- 1891 - Barcelona: Damas Calvet i de Budallès, enginyer, poeta i dramaturg català (n. 1836).
- 1910 - Sant Joan de les Abadesses, Ripollès: Raimon Casellas i Dou, periodista, crític d'art, narrador modernista i col·leccionista català (n. 1855).
- 1964 - Barcelona: Emília Baró, actriu teatral catalana de llarga trajectòria professional (n. 1884).[25]
- 1965 - Montevideo: Francesca Madriguera i Rodon –Paquita Madriguera–, pianista i compositora (n. 1900).[26]
- 1969 - València: Josefina Landete Aragó, primera dona espanyola a obtenir el títol d'odontòloga (n. 1885).[27]
- 2003 - Madrid, Espanya: Fernando Vizcaíno Casas, advocat, escriptor i periodista valencià (n. 1926).

Resta del món
- 1261 - Budrio: Bettisia Gozzadini, jurista que impartí classes a la Universitat de Bolonya (n. 1209).[28]
- 1908 - La Haia, Països Baixos: Clasine Neuman, pintora i dibuixant holandesa (n. 1851).[29]
- 1937 - Dieppe, Normandia, França: Maude Valérie White, compositora anglesa (n. 1855).[30]
- 1945 - Ginebra: Hélène de Pourtalès, regatista suïssa, primera dona a guanyar una medalla en uns Jocs Olímpics (n.1868).[31]
- 1950 - Hertfordshire, Anglaterra: George Bernard Shaw, escriptor (n. 1856).[32]
- 1960 - Hamburg: Anni Holdmann, atleta alemanya, medallista olímpica l'any 1928 (n.1900).[33]
- 1961 - Oslo: Harriet Bosse, actriu sueco-noruega (n. 1878).[34]
- 1963 - Huế (Indoxina francesa): Ngô Đình Diệm, polític vietnamita que va instaurar la República de Vietnam del Sud (n. 1901).[35]
- 1966 - Ithaca, Nova York (EUA): Peter Joseph William Debey, físic i químic nord-americà, Premi Nobel de Química de 1936 (n. 1884)
- 1996 - Bowie, Maryland (EUA): Eva Cassidy, cantant de jazz i soul (n. 1963).[36]

- 1998 - Rocha, Uruguai: Nydia Pereyra-Lizaso, compositora, pianista, i educadora musical uruguaiana (n. 1916).[37]
- 2004 - Amsterdam: Theo van Gogh, cineasta i escriptor polèmic, assassinat per un extremista islàmic.
- 2009 - Madrid: José Luis López Vázquez, actor espanyol.

- 2015 -
  - Omar El-Hariri, líder del Consell Nacional de Transició de Líbia que va servir com a Ministre d'Assumptes Militars
  - Buenos Aires: Antonio Dal Masetto, escriptor i periodista italià nacionalitzat argentí.

- 2019 - Genolier, Suïssa: Marie Laforêt, cantant i actriu francesa (n. 1939).[38]

## Festes i commemoracions
- Dia dels morts
- Santoral: Fidels Difunts; sants Victorí de Pettau, bisbe màrtir; Malaquies d'Armagh, abat; serventa de Déu Anna Soler i Pi, religiosa vedruna.
- Festa Local de Bagà a la comarca del Berguedà